# Биг Скај (Монтана)
Биг Скај (енгл. Big Sky) насељено је место без административног статуса у америчкој савезној држави Монтана.

## Демографија
По попису из 2010. године број становника је 2.308, што је 1.087 (89,0%) становника више него 2000. године.
| Група             | 2000.         | 2010.         |
| Белци             | 1.176 (96,3%) | 2.150 (93,2%) |
| Афроамериканци    | 1 (0,1%)      | 15 (0,6%)     |
| Азијати           | 8 (0,7%)      | 26 (1,1%)     |
| Хиспаноамериканци | 25 (2,0%)     | 79 (3,4%)     |
| Укупно            | 1.221         | 2.308         |